# Villalar de los Comuneros
Villalar de los Comuneros és un municipi de la província de Valladolid a la comunitat autònoma espanyola de Castella i Lleó. És cèlebre perquè en els seus voltants va tenir lloc la batalla que va suposar la derrota dels Comuners de Castella, el 23 d'abril de 1521.
Cada 23 d'abril se celebra en Villalar de los Comuneros el Dia de Castella i Lleó. En 1920, l'Ajuntament de Santander va proposar que les corporacions castellanes celebressin el IV Centenari dels Comuners de Castella. Així mateix, la Casa de Palencia va acordar en 1923 «que el 23 d'abril pròxim vagin totes les representacions de Castella als camps de Villalar, a jurar el Sant Grial castellà, davant l'escenari de la trencada Villalar (…)».

## Demografia

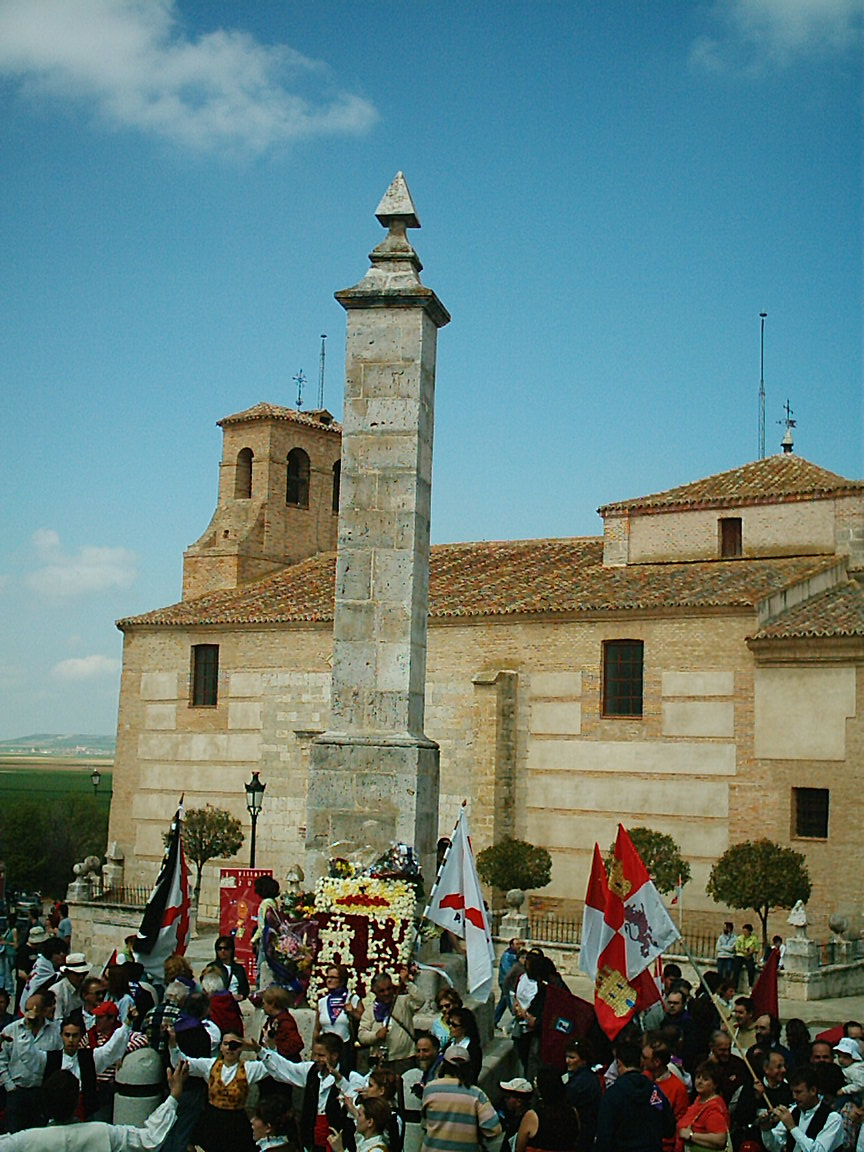
Monòlit a la Plaça Major, en record de la batalla de Villalar

| 1991 | 1996 | 2001 | 2004 |
| ---- | ---- | ---- | ---- |
| 508  | 510  | 478  | 449  |